# Питатель качающийся
Питатель качающийся – машина непрерывного транспортирования, рабочим органом которой является лоток, совершающий возвратно-поступательные движения, предназначенная для равномерной подачи не липких, сыпучих материалов из бункеров, воронок и других ёмкостей в технологические машины или транспортирующие устройства.

## Характеристики качающихся питателей[источникне указан 3460 дней]
- производительность – от 250 т/ч
- ширина лотка – от 800 мм
- длина лотка – от 1450 мм
- номинальная мощность привода – от 3 кВт
- ход лотка – от 200 мм

## Применение качающихся питателей
- на предприятиях металлургической, химической, угольной и других отраслей промышленности

## Рабочие инструменты качающихся питателей
- лоток
- бункеры
- воронки
- привод затвора
- редуктор
- опорные подшипники

## Классификация качающихся питателей
по исполнению привода
- качающиеся питатели с правым расположением привода затвора
- качающиеся питатели с левым расположением привода затвора